# Dovilė Šakalienė
Dovilė Šakalienė (Kaunas, 1º giugno 1978) è una politica lituana, Ministra della difesa nazionale dal 12 dicembre 2024 nel governo Paluckas.

## Biografia
È nata il 1º giugno 1978 a Kaunas, nella Repubblica Socialista Sovietica Lituana. Si è diplomata con lode alla 5ª scuola superiore di Panevėžys nel 1996 e durante gli studi ha frequentato un semestre all'estero tra il 1994 e il 1995 presso la Cibola High School ad Albuquerque, Nuovo Messico, con un programma di scambio dell'Atviros Lietuvos Fondas.
Nel 2001 si è laureata in psicologia presso la Facoltà di Filosofia dell'Università di Vilnius mentre nel 2003 ha conseguito un master in psicologia giuridica presso l'Università Mykolas Romeris; presso quest'ultimo ateneo ha insegnato psicologia del comportamento antisociale e psicologia criminale. Tra il 2004 e il 2015 ha lavorato presso lo Žmogaus teisių stebėjimo institutas (ŽTSI), un'organizzazione non governativa per il monitoraggio dei diritti umani in Lituania.
Tra il 2011 e il 2015 è stata autrice per alcuni programmi di Žinių Radijas mentre tra il 2012 e il 2016 è stata giornalista accreditata presso il Consiglio d'Europa a Strasburgo.

### Carriera politica
Alle elezioni parlamentari del 2016 è stata eletta al Seimas come candidato indipendente per l'Unione dei Contadini e dei Verdi (LVŽS), decidendo di lasciare il gruppo parlamentare del partito nel 2017; successivamente si è unita al Partito Socialdemocratico (LSDP), con cui è stata rieletta nel 2020 e nel 2024.
Nel novembre 2024 è stata nominata Ministro della difesa nazionale dal Ministro presidente Gintautas Paluckas, prestando giuramento col resto del governo il successivo 12 dicembre.

## Vita privata
È sposata e ha un figlio. Oltre al lituano parla fluentemente inglese, russo, francese e tedesco. In seguito all'invasione russa dell'Ucraina del 2022 ha ospitato una famiglia di rifugiati ucraini.